# Imme Scholz

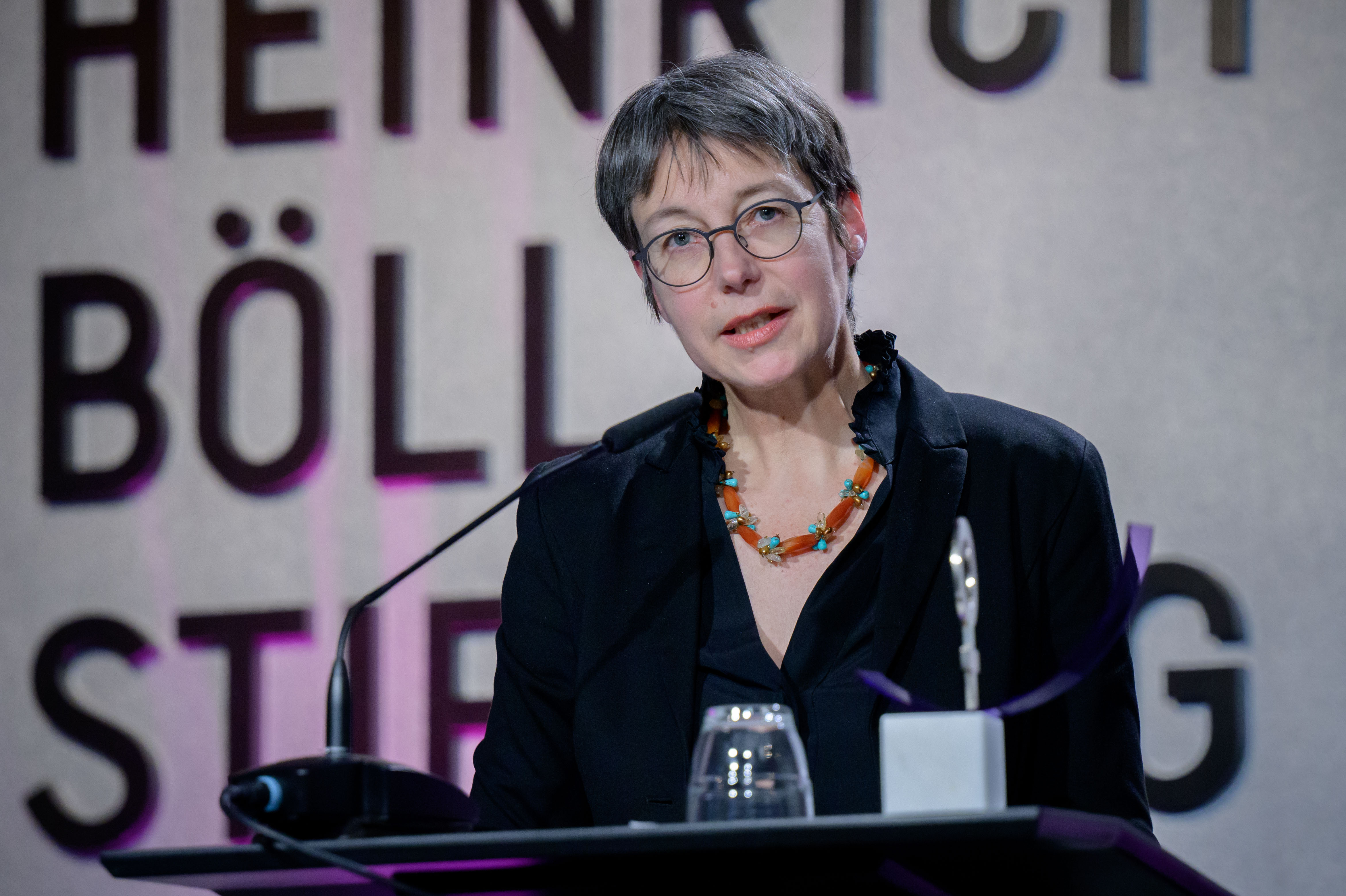
Imme Scholz (2023)

Imme Scholz (* 1964) ist eine deutsche Soziologin. Seit 2022 ist sie eine von zwei Vorständen der Heinrich-Böll-Stiftung. 

## Werdegang
Von 1985 bis 1990 studierte Imme Scholz Soziologie, Politik und Evangelische Theologie an der Freien Universität Berlin. Sie war Stipendiatin des Evangelischen Studienwerkes Villigst und schloss ihr Studium als Diplomsoziologin ab. Anschließend war Scholz bis 1992 in Bonn Assistentin des Wirtschaftsattachés an der Botschaft von Chile. Ab 1992 bis März 2022 war sie mit Unterbrechung für das Deutsche Institut für Entwicklungspolitik (DIE) tätig, zuletzt von 2009 bis 2022 als dessen stellvertretende Direktorin (2018–2020 kommissarische Direktorin).
1999 promovierte Imme Scholz an der Freien Universität Berlin zur ökologischen Innovationskapazität der Tropenholzindustrie im brasilianischen Amazonasgebiet. 2019 wurde Scholz zur Honorarprofessorin für Globale Nachhaltigkeit und ihre normativen Grundlagen am Zentrum für Ethik und Verantwortung (ZEV) an der Hochschule Bonn-Rhein-Sieg ernannt.
Seit April 2022 ist Imme Scholz neben Jan Philipp Albrecht eine von zwei Vorständen der Heinrich-Böll-Stiftung. Darüber hinaus ist sie seit 2020 Mitglied im Bioökonomierat der Bundesregierung. 

## Ehrenamtliches Engagement (Auswahl)
- Mitglied des Evaluierungsbeirats der Alexander-von-Humboldt-Stiftung (seit 2018)[2]
- Mitglied der Kammer für nachhaltige Entwicklung der Evangelischen Kirche Deutschland (EKD) (seit 1996), zwischen 2004 und 2010 stellvertretende Vorsitzende[2]
- Mitglied im Aufsichtsrat des Evangelischen Werkes für Diakonie und Entwicklung (EWDE) (seit 2012)[3]
- Mitglied des Kuratoriums der Gesellschaft für Internationale Zusammenarbeit (GIZ) (seit 2011)[2]
- Mitglied im Rat für Nachhaltige Entwicklung (RNE) (seit 2013[2]), aktuell (2022) Stellvertretende Ratsvorsitzende[6]

## Publikationen (Auswahl)
- Imme Scholz (Mitwirkende): Ökologische Produktanforderungen und Wettbewerbsfähigkeit. neue Herausforderungen für chilenische Exporte. Deutsches Institut für Entwicklungspolitik (DIE), Berlin 1994, ISBN 978-3-88985-126-0 (spanische Ausgabe: Medio ambiente y competivitad: el caso del sector exportador chileno, Instituto Aleman de Desarrollo., ISBN 978-3-88985-129-1).
- Imme Scholz: Nutzung natürlicher Ressourcen zwischen Raubbau und Nachhaltigkeit. sozioökonomische Bedingungen und unternehmerische Handlungsmuster: das Beispiel der Tropenholzindustrie in Pará (Brasilien): 1960 - 1997. Weltforum-Verlag, Bonn 1999, ISBN 978-3-8039-0492-8 (Hrsg.: Deutsches Institut für Entwicklungspolitik (DIE), Schriftenreihe des Deutschen Instituts für Entwicklungspolitik: Bd. 117, Dissertation, eng. Ausgabe ISBN 0-7146-5154-0 (2001)).
- Imme Scholz: Protection and sustainable use of tropical forests. points of departure in the Brazilian timber industry. Hrsg.: Deutsches Institut für Entwicklungspolitik (DIE). Berlin 1999, DNB 1191575349 (englisch, ssoar.info [PDF] Briefing Paper).
- Imme Scholz (Mitwirkende): Handlungsspielräume zivilgesellschaftlicher Gruppen und Chancen für kooperative Umweltpolitik in Amazonien. Darstellung anhand des Staudamms von Belo Monte und der Bundesstraße BR-163. Deutsches Institut für Entwicklungspolitik (DIE), Berlin 2003, ISBN 978-3-88985-260-1.
- Dirk Messner, Imme Scholz: Finanzierung internationaler Zusammenarbeit in der deutschen Außen- und Sicherheits-, Entwicklungs- und Umweltpolitik. Deutsches Institut für Entwicklungspolitik (DIE), Bonn 2005, ISBN 978-3-88985-298-4.
- Cecilia Fischer, Imme Scholz: Universelle Verantwortung. die Bedeutung der 2030-Agenda für eine nachhaltige Entwicklung der deutschen Bundesländer. Deutsches Institut für Entwicklungspolitik (DIE), Bonn 2015, ISBN 978-3-88985-677-7.